# Ostrowie (powiat augustowski)
Ostrowie (lit. Ostroviai) – wieś w Polsce położona w województwie podlaskim, w powiecie augustowskim, w gminie Sztabin.
W XVI wieku w miejscu, gdzie obecnie znajduje się wieś Ostrowie, istniał ostęp leśny zwany Ostrów, należący do królewskiej Puszczy Perstuńskiej. w 1602 roku został on nadany przez króla Zygmunta III mieszczanom z Lipska. Lasy wycięto pod pola, a mieszczanie lipscy posiadali tutaj różne zabudowania gospodarcze.Znajdowały się tutaj pola zwane: Podjasienie, Wierzchowina, Podłucze. Tak było przez następne wieki. W 1820 roku mieszczanie lipscy posiadali 219 mórg lasów, pól i łąk w tej okolicy. Po 1820 roku powstała osada zwana początkowo Przedmieście Ostrowie, było to coś w rodzaju kolonii miasta Lipska.
W okresie międzywojennym wieś była już całkiem dużym osiedlem, informacje z tego okresu mówią o liczbie prawie 50 domów.
Ze wsi rozciągają się piękne widoki na Wysoczyznę Lipską i dolinę Biebrzy. Są tu przystanki PKP i PKS.
Obecnie wieś liczy 126 mieszkańców.
W latach 1975–1998 miejscowość administracyjnie należała do województwa suwalskiego.